# ステファン・ウデ
ステファン・ウデ（Stéphane Houdet, 1970年11月20日 - ）はフランスの障害者アスリート。障害者ゴルフにおいて国内トップレベルの競技経験をもつ一方、車いすテニスでは、グランドスラムで計22回（シングルス4回・ダブルス18回）優勝した。また、北京パラリンピック男子ダブルスで金メダルを獲得した。

## 人物
ロワール＝アトランティック県サン＝ナゼールに生まれる。右利き。8歳でテニスを始め、ロワール地方で開催されたジュニア大会で優勝経験をもつ。
1996年、オートバイ事故で左大腿部を切断、2001年から2006年まで、義足でプレーする障害者ゴルフにおいてフランス国内選手権を6連覇した。
ヨハン・クライフのもとで障害者ゴルフのワールドツアー実現を目指して働いていた時期に、障害者スポーツにおける先駆として車いすテニスに注目、少年時代のテニス経験や、2012年ロンドンパラリンピックにおいてゴルフが実施競技から外れたこともあり、自らが国際的に競技できる場として、2005年、34歳で車いすテニスを始める。
2007年には男子シングルスの世界ランキング3位にまで駆け上がり、2008年、パラリンピック初出場となる北京大会では、ミカエル・ジェレミアスと組んだ男子ダブルスで金メダルを獲得した。

## 主要大会獲得タイトル

### 男子シングルス

#### グランドスラム
- ローラン・ギャロス
  - 2012, 2013
- 全米オープン

2013, 2017　
パラリンピック
・2012ロンドン大会銀メダル　

#### マスターズシリーズ
- NEC車いすテニスマスターズ
  - 2011

### 男子ダブルス

#### グランドスラム
- 全豪オープン
  - 2010, 2014, 2015, 2016, 2018
- ローラン・ギャロス
  - 2007[2], 2009[2], 2010, 2013, 2014, 2017, 2018
- ウィンブルドン
  - 2009, 2013, 2014
- 全米オープン
  - 2009, 2011, 2014

#### マスターズシリーズ
- 車いすテニスダブルスマスターズ
  - 2007, 2012, 2013, 2014, 2016, 2018

#### パラリンピック
- 2008北京大会金メダル
- 2016リオデジャネイロ大会金メダル（パートナーはニコラ・ペイフェール）
- 2020東京大会金メダル（パートナーはニコラ・ペイフェール）

### 団体
- ワールドチームカップ (車いすテニス)
  - 2009, 2012, 2013, 2014, 2016, 2017

## 註
1. ↑  ITF Wheelchair Tennis (2008年9月2日). “Paralympic Spotlight on...Stephane Houdet (FRA)” (英語). 2008年11月24日閲覧。
2. 1 2  パートナーはミカエル・ジェレミアス（フランス）。